# Lisbon Story (film, 1946)
Pour les articles homonymes, voir Lisbon Story.
Pour plus de détails, voir Fiche technique et Distribution.
Lisbon Story est un film musical d'espionnage britannique réalisé par Paul L. Stein en 1946.

## Synopsis
Un chanteur de cabaret et un agent secret britannique vont à Berlin pour sauver un savant atomiste qui y est retenu.

## Fiche technique
- Titre : Lisbon Story
- Réalisation : Paul L. Stein
- Scénario : Harry Parr Davies, Harold Purcell, Jack Whittingham
- Image : Gerald Moss, Ernest Palmer
- Montage : Douglas Myers
- Musique : Hans May
- Société de production : British National Films
- Pays d'origine : Royaume-Uni
- Format : Noir et blanc
- Genre : Film musical, drame, thriller et espionnage
- Date de sortie : 
  - Royaume-Uni : 21 février 1946

## Distribution
- Patricia Burke
- David Farrar
- Walter Rilla
- Austin Trevor